# Brymir
Brymir (i början kända som Lai Lai Hei) är ett finländskt symfoniskt melodisk death metal-band från Helsingfors bildat år 2006.

## Historik
Bandet bildades sommaren 2006 när gitarristerna Joona Björkroth och Sean Haslam träffades på ett musikkonservatorium. Då de ville uppträda på lägret bildade de två tillsammans med några vänner projektet Lai Lai Hei (döpt efter låten med samma namn av Ensiferum). De spelade en coverversion av "Token of Time" av just Ensiferum och röstades fram till det mest populära bandet. Detta ledde till att de fick uppträda på Pori Jazz i Björneborg. Då detta gav mersmak gjorde de snart projektet till ett riktigt band och bytte namn till Brymir. Efter att ha spelat in ett par demos under de nästföljande åren gav de sig in i studion för att spela in sitt debutalbum hösten 2010. Efter att ha tecknat skivkontrakt med Spinefarm Records släpptes skivan, Breathe Fire to the Sun, i april 2011.
Bandet har släppt ytterligare tre studioalbum och spelat på festivaler såsom Tuska Open Air och som förband till bland andra Kalmah, Finntroll, Battle Beast och Children of Bodom.

## Medlemmar

### Nuvarande medlemmar
- Jarkko Niemi – basgitarr, bakgrundssång, körsång (2006– )
- Joona Björkroth – gitarr, bakgrundssång, körsång (2006– )
- Viktor Gullichsen – sång, körsång, orkestrering (2006– )
- Patrik Fält – trummor (2013– )

### Tidigare medlemmar
- Jaakko Tikkanen – trummor (2006–2010)
- Janne Björkroth – keyboard, bakgrundssång (2006–2019)
- Sami Hänninen – trummor (2010–2013)
- Sean Haslam – gitarr (2006–2025)[6]

### Livemedlemmar
- Petri Mäkipää – trummor (2013)
- Antti Nieminen – gitarr (2017– )

## Diskografi

### Studioalbum
- Breathe Fire to the Sun (2011)
- Slayer of Gods (2016)
- Wings of Fire (2019)
- Voices in the Sky (2022)

### Singlar
- ”For Those Who Died” (2016)
- ”The Rain” (2016)
- ”Chasing The Skyline” (2018)
- ”Ride On, Spirit” (2018)